# Разведывательные корабли проекта 1824Б «Угломер»
Разведывательные корабли проекта 1824Б — серия советских разведывательных кораблей. Построены на базе морских транспортов вооружений проекта 1823. Несмотря на название, не несли разведывательного оборудования, а были оснащены специальными устройствами для скрытого выхода и приёма водолазов-разведчиков.
Проходили модернизацию — на «Анемометр» и «Гироскоп» для обеспечения действий водолазов-разведчиков добавлены: 2 сверхмалые подводные лодки проекта 908, 2 ПУ для транспортировщиков водолазов типа «Сирена», 1 барокамера.

## Представители проекта
| Название        | б/н | Верфь        | Зав. № | Дата закладки | Спуск на воду | Ввод в строй | Флот                  | Состояние                                               |
| --------------- | --- | ------------ | ------ | ------------- | ------------- | ------------ | --------------------- | ------------------------------------------------------- |
| Анемометр Ладья |     | ССЗ «Вымпел» |        |               |               | 14.10.1976   | ЧФ (ВМС Азербайджана) | В строю                                                 |
| Гироскоп        |     | ССЗ «Вымпел» | 20-6   |               |               | 15.03.1978   | БФ (ВМС России)       | Списан 16.03.1998                                       |
| ГС-13 Переяслав |     | ССЗ «Балтия» | 701    | 5.11.1985     | 30.11.1986    | 10.01.1987   | ЧФ (ВМС Украины)      | Уничтожен разведкой 312-го отрядом спецназа ЧФ 28.03.22 |
| Угломер         |     | ССЗ «Балтия» | 702    |               |               | 22.12.1989   | ТОФ (ВМС России)      | В строю                                                 |